# Anne mit den roten Haaren
Anne mit den roten Haaren (jap. Originaltitel: 赤毛のアン, Akage no An; wörtlich: Rotschopf Ann) ist eine Anime-Fernsehserie von Nippon Animation und Fuji Television aus dem Jahr 1979. Die Serie ist Teil der Reihe World Masterpiece Theater und basiert auf dem ersten Band der Anne auf Green Gables-Romane der kanadischen Schriftstellerin Lucy Maud Montgomery von 1908. Sie wurde in vielen Ländern im Fernsehen gezeigt, darunter mit vielen Wiederholungen in Deutschland.

## Inhalt
Das Mädchen Anne Shirley wächst in einem Waisenhaus auf. Als sie elf Jahre als ist, wird sie zu den alten Geschwistern Marilla und Mathew Cuthbert zur Adoption nach Green Gables auf Prince Edward Island geschickt. Ein Versehen, denn eigentlich wollten die beiden einen Jungen haben, der ihren Hof weiterführen kann. Auch wenn die beiden erst glauben, kein Mädchen gebrauchen zu können, wird die fröhliche, aufgeweckte und fantasievolle Anne bald fester Bestandteil der Familie. Sie lernt Freunde kennen und durchlebt kleine Abenteuer des Alltags auf dem Land.

## Produktion und Veröffentlichung
Anne mit den roten Haaren entstand bei Nippon Animation für den Sender Fuji Television als Teil der Reihe World Masterpiece Theater. Als Produzenten wurden Junzō Nakajima, Shigeo Endō und Takaharu Bessho beauftragt. Die Serie basiert auf dem ersten Band der Anne auf Green Gables-Romane der kanadischen Schriftstellerin Lucy Maud Montgomery, der 1908 veröffentlicht wurde. Anne mit den roten Haaren hält sich sehr genau an die literarische Vorlage.
Regisseur und einer der Autoren der Serie war Isao Takahata, der später mit Hayao Miyazaki das Studio Ghibli gründete und international bekannt wurde. Miyazaki hat bei den Layouts der Folgen 1 bis 15 mitgewirkt, bevor er aus der Serie ausstieg und die Produktionsfirma Nippon Animation verließ, um am Kinofilm Das Schloss des Cagliostro zu arbeiten. Charakterdesigner und Leiter der Animation der Serie war Yoshifumi Kondō und die künstlerische Leitung lag bei Masahiro Ioka. Für die Kameraführung war Keishichi Kuroki verantwortlich. Die Musik komponierten Akira Miyoshi und Shigeto Mori. Die japanischen Openings und Endings sind Kikoeru kashira und Samenai Yume, sie werden von Ritsuko Ōwada gesungen. Das deutsche Titellied, komponiert von Alexander Blechinger, wird von Joy Fleming gesungen. 
Die Fernsehserie lief in Japan vom 7. Januar bis 30. Dezember 1979 auf Fuji TV. In Deutschland erfolgte die Erstausstrahlung ab dem 6. Oktober 1988 auf Sat.1. Es folgten Wiederholungen bei ProSieben, Kabel 1 und Junior sowie später bei Ki.Ka, bei SRF 1 in der Schweiz und Premiere in Österreich sowie anixe. Darüber hinaus erfolgten Fernsehausstrahlungen in den USA, in Frankreich, Spanien, Italien, Portugal, Brasilien, auf Taiwan, auf den Philippinen und im arabischen Raum. Die ersten Folgen wurden später auch zu einer Kinofassung (gekijōban) unter dem Titel Akage no Ann – Green Gables e no Michi (赤毛のアン～グリーンゲーブルズへの道~, englischer Nebentitel: Anne of Green Gables – The Movie) zusammengeschnitten. Diese wurde von Pony Canyon 1992 und 1998 auf VHS sowie 1994  auf Laser-Disc veröffentlicht. Die deutsche Fassung der Serie selbst kam 2005 bei Epix Media auf DVD heraus.

## Synchronisation
Die deutsche Synchronfassung entstand unter der Regie und nach einem Dialogbuch von Andrea Wagner.
| Rolle            | Japanischer Sprecher (Seiyū) | Deutscher Sprecher |
| ---------------- | ---------------------------- | ------------------ |
| Anne Shirley     | Eiko Yamada                  | Inez Günther       |
| Marilla Cuthbert | Fumie Kitahara               | Ursula Traun       |
| Matthew Cuthbert | Ryūji Saikachi               | Til Kiwe           |
| Rachel Lynde     | Miyoko Asō                   | Ingeborg Lapsien   |
| Diana Barry      | Gara Takashima               | Sabine Bohlmann    |
| Ruby Gillis      | Mami Koyama                  | Jennifer Böttcher  |
| Jane Andrews     | Sanae Takagi                 |                    |
| Josie Pye        | Junko Hori                   | Linda Joy          |
| Gilbert Blythe   | Kazuhiko Inoue               | Philipp Brammer    |
| Ms. Stacy        |                              | Marion Hartmann    |
| Mrs. Allen       | Yoko Egawa                   | Dagmar Heller      |
| Josephine Barry  |                              | Margit Weinert     |
| Mrs. Spencer     |                              | Ursula Mellin      |
| Mrs. Blewitt     |                              | Maria Landrock     |
| Mr. Philipp      |                              | Ulrich Frank       |
| Jerry            |                              | Ulf-Jürgen Wagner  |
| Erzähler         |                              | Klaus Kindler      |

## Weitere Umsetzungen
Vom 5. April bis zum 27. Dezember 2009 lief in Japan auf BS Fuji das Prequel und die 26. WMT-Serie Konnichi wa Ann – Before Green Gables (こんにちは アン ~ Before Green Gables). Dessen Handlung basiert auf Anne auf Green Gables – Wie alles begann von Budge Wilson.
In Japan erschien von 1997 bis 1998 eine von Yumiko Igarashi geschriebene und gezeichnete Umsetzung als Manga in drei Bänden bei Kumon Publishing. Eine deutsche Fassung, übersetzt von Noreen Adolf, wird seit November 2024 von Tokyopop herausgegeben. Weitere Übersetzungen erschienen auf Englisch, Spanisch und Italienisch.

## Rezeption
Die deutsche Zeitschrift AnimaniA nennt die Serie einen Klassiker der Masterpiece-Reihe mit ähnlichem Stellenwert wie Heidi oder Pinocchio. Anne sei ein „durch und durch liebenswerter Charakter“, oft sehr reif für ihr Alter erscheine und zum Nachdenken anregend. Die deutsche DVD-Veröffentlichung der Serie sei zwar gut verarbeitet, aber der Bildqualität sei das hohe Alter und Verunreinigungen deutlich anzusehen.